# Mesa de cultivo
La Mesa de cultivo compuesta generalmente por soportes de madera o metal especialmente diseñados con todas las características necesarias para instalar plantaciones permitiendo desarrollar pequeños huertos urbanos. A principios del siglo XXI surge una tendencia en la mayoría de las ciudades españolas que transformará los suburbios en mínimos huertos urbanos. Con el auge que estaba teniendo la filosofía ecologista, el objetivo era aprovechar este para que el horticultor de ciudad atraído pudiera rentar estas parcelas y plantar en ellas para uso propio. 
El éxito de estos huertos urbanos ha hecho que aumenten en número de unos 5.000 a 20.000 en solo 10 años a pesar de no ser baratos ni fáciles de rentar por su alta demanda. Esta demanda de cultivo personal junto con la conciencia por el medio ambiente y los nuevos métodos ecologistas han generado el desarrollo de soluciones alternativas como la posibilidad de tener un huerto doméstico propio gracias a las mesas de cultivo.

## Tipos
Las mesas de cultivo se clasifican según el método de cultivo que requiera la plantación: 
1. En un primer plano están las mesas de cultivo que siguen el método tradicional. Estas funcionan en forma de grandes recipientes que recogen el sustrato para el desarrollo de las plantas.
2. Por otro lado se pueden encontrar mesas de cultivo que permiten el desarrollo de cultivos hidropónicos. Este tipo de sembrado requiere una solución nutritiva con sustancias químicas mezcladas con agua. Como consecuencia estas mesas cuentan con una bomba de agua para que esta circule, un tanque para la solución nutritiva y un sistema de electricidad para el funcionamiento de todo el circuito.
3. Por último existen mesas de cultivos modulares . Estas hacen posible la plantación por especie.[3]

## Beneficios medio ambientales
Con las mesas de cultivo se ha conseguido ahorra en espacio, tiempo y dinero. Se ha dado accesibilidad a los huertos urbanos en espacios reducidos y sin la necesidad de una gran inversión inicial. Esto permite la creación de zonas verdes en el ámbito urbano que a su vez fomenta el cultivo hortofrutícola doméstico.
Por otro lado, la mesa de cultivo ayuda a mantener el suelo del cultivo húmedo con la reserva del agua así no se produce evo-transpiración por el calentamiento del suelo consiguiendo reutilizar y ahorrar agua .